# Ljushet
Ljushet har i färgteoretiska sammanhang flera olika betydelser, och förståelsen av begreppet försvåras av att det finns flera olika engelska ord som brukar översättas med ljushet. 
Ljushet avser oftast någonting visuellt uppfattat, till skillnad från fysiskt mätbara egenskaper som reflektans eller fotometriskt definierade variabler som luminans. Det betyder att ljusheten hos en yta beror på betraktningssituationen och påverkas av exempelvis simultankontrast.
Båda de engelska orden lightness och brightness brukar översättas med ljushet. Skillnaden mellan dem kan förklaras på följande sätt:
- Lightness är en ytans uppfattade reflektans. Den motsvarar det visuella systemets försök att utröna reflektansen med utgångspunkt från luminanserna i synfältet.
- Brightness är den uppfattade ljusintensiteten och har ibland definierats som uppfattad luminans.

Ett annat sätt att förklara samma skillnad är att brightness syftar på människors upplevelse av ljus som strålar eller reflekteras från ett föremål eller yta som till exempel solen, månen eller en ljuslåga. Lightness syftar i stället på någonting som vi uppfattar som en egenskap hos själva ytan.
I det svenska standardiserade färgbeteckningssystemet NCS finns inte ljushet som grundläggande färgegenskap. I stället bestäms ljusheten hos den enskilda färgen genom jämförelse med de grå färgerna i en referensskala mellan svart (ljushet = 0) och vitt (ljushet = 1). Jämförelsen görs visuellt genom att man söker den grå färg som ger minsta gränstydlighet mot den aktuella färgen. Ljushetslikhet definierad på detta sätt samvarierar med den av CIE definierade ljusreflektansfaktorn. Ljushetsangivelser baserade på jämförelser i en standardsituation och på ekvationen för denna samvariation finns angivna i NCS färgatlas.
I det amerikanska färgsystemet Munsell Book of Color används ordet value för att beteckna färgernas ljushet.